# Are You Ready (песня AC/DC)
«Are You Ready» (в переводе с англ. — «Ты готов?») — песня австралийской рок-группы AC/DC с альбома The Razors Edge. Изначально выпущена 21 сентября 1990 года седьмым треком этого альбома. В марте 1991 года вышла в качестве третьего и последнего сингла. В 1992 году концертная версия песни вошла в издание AC/DC Live.
Песня звучит в фильме Стивена Херека о жизни музыканта Тима Оуэнса «Рок-звезда». В альбом-саундтрек к этому фильму песня, однако, включена не была. Песня используется в качестве официальной темы шоу WWE SmackDown на канале FOX.

## Сингл
Песня была записана в 1990 году. 28 марта 1991 года вышла на грампластинке синглом в Великобритании и Австралии. В Австралии сингл также вышел на CD. В качестве «стороны Б» была использована другая песня с альбома The Razors Edge, «Got You by the Balls». Продюсер — канадский музыкант Брюс Фэрбэрн.

## Музыкальное видео
Клип к песне снят британским режиссёром Дэвидом Мэллетом. По сюжету заключённые в тюрьме посещают мини-концерт AC/DC. Один из них переодевается, «готовясь» принять участие в этом концерте. Надзиратели сбривают ему волосы, оставляя на затылке логотип AC/DC, подобно тому, как изображено на обложке.
В 2005 году клип был включён в DVD-сборник Family Jewels.

## Список композиций

### 7": ATCO Records - 7567-98830-7 (UK)
1. «Are You Ready» — 4:10
2. «Got You by the Balls» — 4:29

### CD: Albert Productions - 656810 2 (Australia)
1. «Are You Ready» — 4:10
2. «Got You by the Balls» — 4:29
3. «D.T.» — 2:59
4. «Chase the Ace» — 3:00

## Позиции в чартах
| Чарт                      | Наивысшая позиция |
| ------------------------- | ----------------- |
| UK Singles Chart          | 34                |
| ARIA Charts               | 18                |
| New Zealand Music Chart   | 1                 |
| Media Control Charts      | 38                |
| Billboard Mainstream Rock | 16                |

## В записи участвовали
- Брайан Джонсон — вокал
- Ангус Янг — соло-гитара
- Малькольм Янг — ритм-гитара, бэк-вокал
- Клифф Уильямс — бас-гитара, бэк-вокал
- Крис Слейд — барабаны